# Cephalothrix arenaria
Cephalothrix arenaria är en djurart som tillhör fylumet slemmaskar, och som beskrevs av Hylbom 1957. Enligt Catalogue of Life ingår Cephalothrix arenaria i släktet Cephalothrix och familjen Cephalothricidae, men enligt Dyntaxa är tillhörigheten istället släktet Cephalothrix, och ordningen Palaeonemertea. Arten är reproducerande i Sverige. Inga underarter finns listade i Catalogue of Life.